# Le Garde (film)
Pour les articles homonymes, voir Le Garde (homonymie).
Pour plus de détails, voir Fiche technique et Distribution.
Le Garde (Сторож) est un film russe réalisé par Iouri Bykov, sorti en 2019,.

## Fiche technique
- Photographie : Vladimir Ouchakov
- Musique : Iouri Bykov, Ivan Isianov
- Décors : Edouard Gizatoullin, Polina Gretchko
- Montage : Anna Krouti

## Distinction
- Kinotavr 2019 : sélection en compétition